# Grundsund
Grundsund – miejscowość (tätort) w Szwecji, w regionie administracyjnym (län) Västra Götaland, w gminie Lysekil.
Według danych Szwedzkiego Urzędu Statystycznego liczba ludności wyniosła: 647 (31 grudnia 2015), 649 (31 grudnia 2018) i 648 (31 grudnia 2019).